# 近藤用可
近藤 用可（こんどう もちよし）は、江戸時代初期の大身旗本。近藤秀用の次男で、父より5000石を分知された。「五近藤家」の一つ・気賀近藤家の祖。

## 生涯
天正10年（1582年）、近藤秀用の次男として生まれる。当初は結城秀康・松平忠直父子に仕えた。
慶長20年/元和元年（1615年）の大坂の陣に際し、父・秀用（当時は上野青柳藩主1万5000石、相模小田原城番）の要請によって幕府直臣（旗本）として召し出されることとなり、浜松で徳川秀忠に拝謁した。大坂夏の陣には父とともに従軍し、5月7日の天王寺口の戦いで首級2つを挙げた。戦後、父の秀用より5000石余を分知され、父に代わって鉄炮足軽50人を預けられた。
元和5年（1619年）、秀用は1万石の領地を「旧領」である遠江国井伊谷周辺（遠江国引佐・敷知・豊田・麁玉・長上の5郡内）に移されるが（井伊谷藩参照）、このとき用可も知行地を同地域（遠江国引佐・長上・麁玉・敷知の4郡内）に移された。
元和8年（1622年）、上使として越前国に赴いた。これは、用可の旧主でもあった北荘藩主・松平忠直の病気を幕命によって問うための任務である。用可は越前からの帰路、相模国大磯において落馬し、2月10日に没した。享年41。江戸・神田の霊山寺に葬られたが、のちに霊山寺が本所に移転した際に改葬された。
家督は、嫡出の二男・近藤用治が継いだ。寛永元年（1624年）、用治は庶兄・近藤用行（用可の庶長子。大谷近藤家初代）に分知を行い、この時点で用治が3000石、用行が2000石を領することとなった。のちに用治は引佐郡気賀（現在の浜松市浜名区細江町気賀）に陣屋を置いたため、用可から用治に継がれた家は「気賀近藤家」と呼ばれる。

## 系譜
『寛政譜』によれば子女は以下の通り。子の続柄の後に記した ( ) 内の数字は『寛政譜』での掲載順。
- 父：近藤秀用
- 母：本多信俊の娘
- 正妻：小栗美作守の娘
  - 二男(2)：近藤用治 - 家督を継ぐ
- 生母の記載がない子女
  - 長男(1)：近藤用行 - 別家を立てる
  - 長女(3)：都筑為次の妻
  - 二女(4)：由良忠繁の妻
  - 三女(5)：島田左平太の妻
  - 三男(6)：近藤野武右衛門 - 彦市郎

### 補足
- 正妻の父・小栗美作守、三女が嫁いだ島田左平太は、いずれ越後高田藩主・松平光長（松平忠直の嫡男。松平越後守）の家臣である。近藤用治は島田左平太の2人の子供（男子1名・女子1名）を養子に迎えており、男子が近藤用由として気賀近藤家の家督を継いだ[8]。
- 二女が嫁いだ由良忠繁は、実兄・由良貞繁（用可の妹の夫）の跡を継いで高家由良家の3代当主となった人物で、のちに由良貞長と改名する[注釈 3][10]。由良貞長（忠繁）の娘の一人は近藤用行の養女になっている[10][11]。